# Site industriel de Sécheron

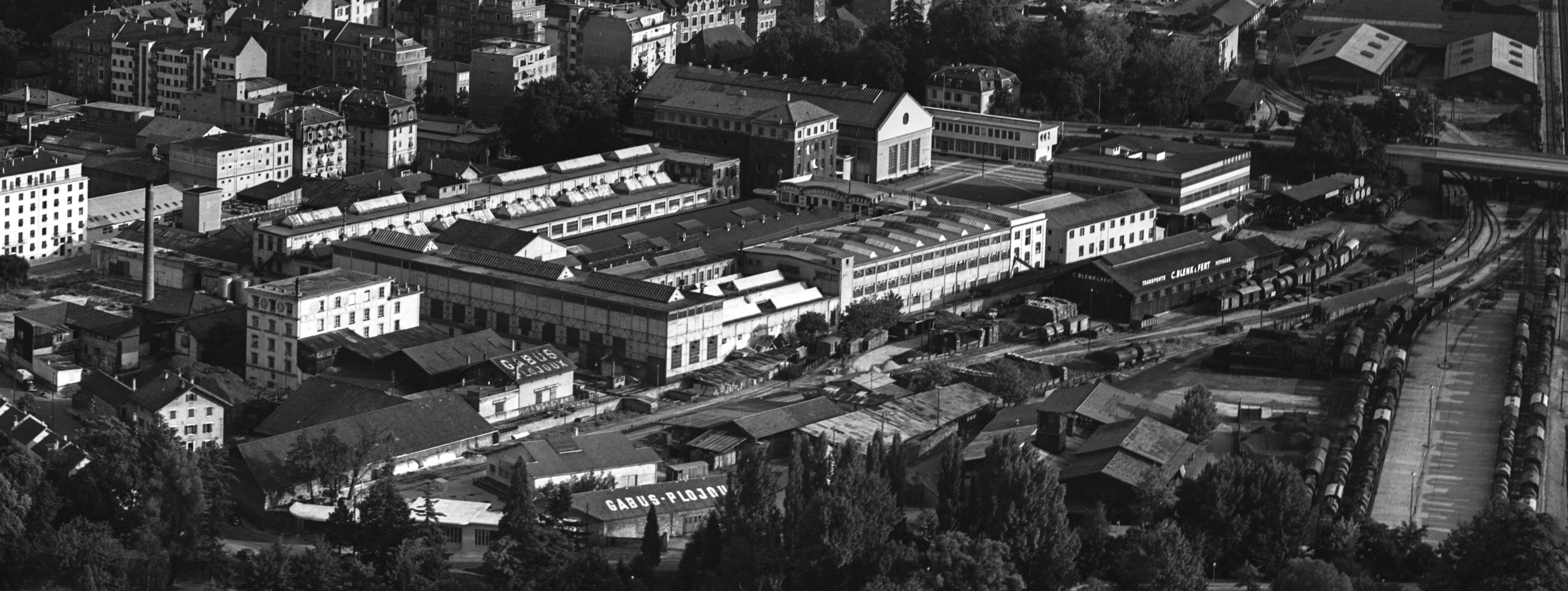
Vue d’ensemble en 1953, depuis le nord.

Le site industriel de Sécheron est une ancienne zone industrielle située dans le quartier de Sécheron, au nord de la ville de Genève, au long des voies ferroviaires. Ce site a abrité au XXe siècle diverses industries et entreprises, ainsi que de nombreux petits ateliers. Les « Ateliers de Sécheron » sont au cœur de son histoire. Les activités sont passées progressivement de l’industriel au tertiaire. Au XXIe siècle, ce quartier est formé d’immeubles de bureaux et accueille plusieurs organisations internationales.

## Situation

Plan Siegfried de 1898-1915.

La zone occupe un espace à l’est des voies de chemin de fer sortant de la gare de Genève-Cornavin, représenté en vert sur l’extrait du plan Siegfried ci-contre. Elle s’étend à l’est jusqu’au chemin des Mines (pointillé rouge) et à l’avenue Blanc (traitillé rouge). Elle va au nord jusqu’à l'avenue de la Paix (trait rouge). L'avenue de Sécheron traverse le quartier d’est en ouest. La route de Lausanne est l'axe qui relie Genève à la Suisse (nord-sud) ; à l'est de cette route et bordant le Léman, au lieu-dit « Sécheron-dessous », s’alignent les propriétés privées à l’origine des parcs (Mon Repos, Moynier, Perle du Lac, Barton et William-Rappard). Au sud, l'avenue de France n’existait pas encore au début du XXe siècle (l’emplacement du pont est indiqué avec un double trait rouge). On considère parfois que les installations ferroviaires situées entre la gare Cornavin et l’avenue de France font aussi partie de cette zone industrielle : au sud de l’extrait ci-contre se trouve la rue du Valais qui suit une courbe en tunnel sous les voies et limite la gare au nord.

## Historique

### Vers 1900
Sur l’Atlas topographique de la Suisse (plan Siegfried, 1898-1915), il n’y a que quelques bâtiments à « Sécheron ». L'avenue Blanc et le chemin des Mines délimitent déjà le site à l'est. L’avenue de Sécheron donne accès au site. Au nord, la route sera déplacée lors de la création de l’avenue de la Paix. Au sud, un chemin existe là où sera construite l'avenue de France, le pont est absent. La zone industrielle se développera dans ces limites.

Vue d’ensemble en 1925, depuis le nord.

Vue d’ensemble en 1925, depuis l’ouest.

### Trains, électricité puis électronique
La compagnie de l’industrie électrique « A. de Meuron & Cuénod » est fondée en 1882 à Genève et déménage en 1892 à Sécheron sous le nom « Compagnie de l'industrie électrique (CIE) », puis « Compagnie de l'industrie électrique et mécanique (CIEM) » dès 1902. Elle est rebaptisée « Société anonyme des ateliers de Sécheron » en 1918, une société centrée sur la fabrication de locomotives et l’électrification du réseau CFF. Elle occupe sept hectares et emploie 1 600 employés en 1966. 
La SA Sécheron est rachetée en 1969 par Brown, Boveri & Cie (BBC, fondée en 1891 à Baden en Suisse), et devient « BBC-Sécheron SA » en 1982. BBC fusionne en 1988 avec le groupe suédois Allmänna Svenska Elektriska Aktiebolaget (ASEA). La société devient « ABB Sécheron », une partie du groupe « Asea Brown Boveri ». En 1989, ABB se sépare de la branche « équipements ferroviaires », qui est reprise par « Sécheron SA ». ABB quitte Sécheron, se concentre sur les transformateurs et déménage dans la zone industrielle Meyrin-Satigny (ZIMEYSA).
Des vues aériennes de Walter Mittelholzer montrent le site en 1925. Sur la vue prise du nord, l'avenue de France et son pont n’existent pas encore. Au premier plan un bâtiment porte en grandes lettres le nom de la Compagnie des mines d'anthracite de La Mure (créée en 1856) ; les Ateliers de Sécheron ont travaillé pour la ligne de chemin de fer de Saint-Georges-de-Commiers à La Mure en Isère.

### Pharmaceutique
La société pharmaceutique Serono s'installe à Sécheron en 2006, elle est rachetée par Merck Serono en 2007. Le Campus Biotech reprend les bâtiments de Serono en 2015, accueillant notamment le Human Brain Project.

### Agrandissement et mutation vers le tertiaire
Le quartier s'agrandit au nord-ouest entre la rue Kazem-Radjavi et l'avenue de la Paix avec le bâtiment de l'Organisation météorologique mondiale terminé en 1999 (une ellipse de verre de sept étages) et celui de Japan Tobacco International en 2015 (triangulaire et asymétrique, jusqu’à dix étages et 51 mètres de haut, doté d'une cour intérieure). 
L'ancienne zone industrielle est devenue un quartier où l’essentiel des places de travail appartiennent au tertiaire, et où plusieurs organisations internationales se sont installées. Un bâtiment d'exploitation en belles briques, de la fin du XIXe siècle, est conservé. 
La gare de Genève-Sécheron est mise en service en 2004, elle aboutit au sud à la « Passerelle de la Paix » qui enjambe les voies et relie la « Maison de la Paix » (à l’ouest des voies, Sécheron-dessus) à l’ancienne zone industrielle et en particulier au bâtiment pour les étudiants de l’IUHEI (The Graduate Institute) construit en 2012 au sud-ouest du site : la « Maison des étudiants Edgar de Picciotto ».

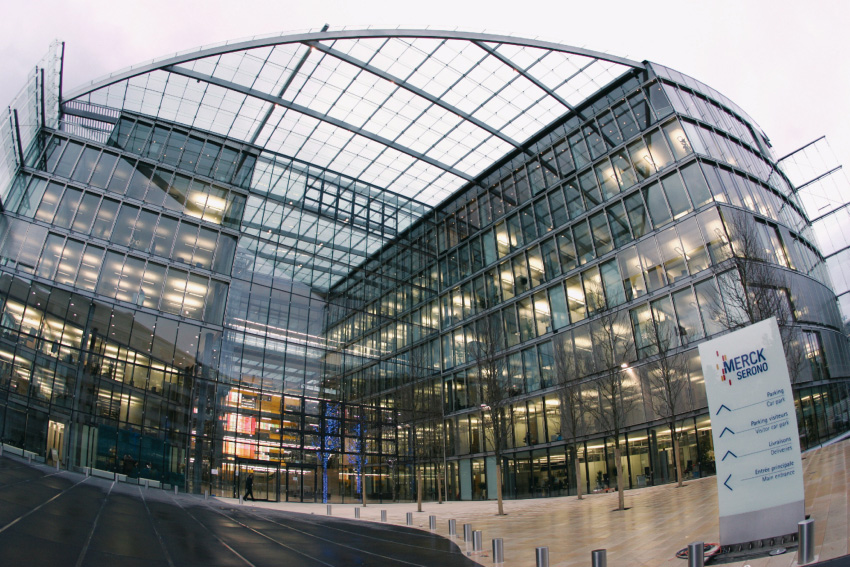
Merck Serono, en 2007
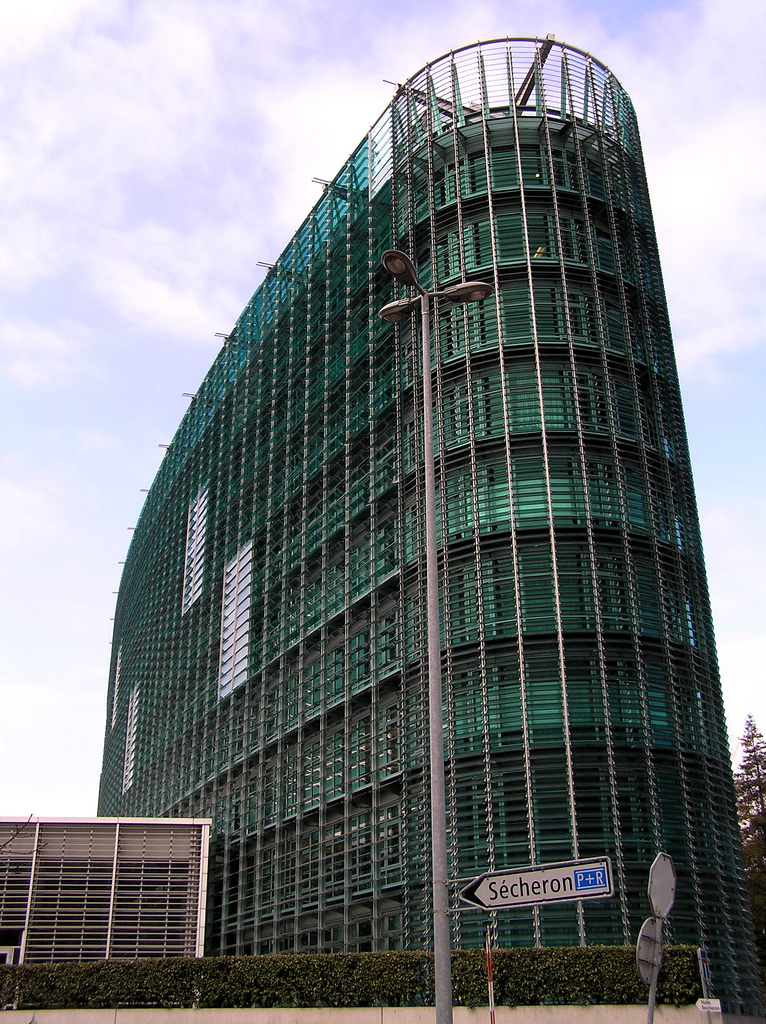
OMM, en 2009
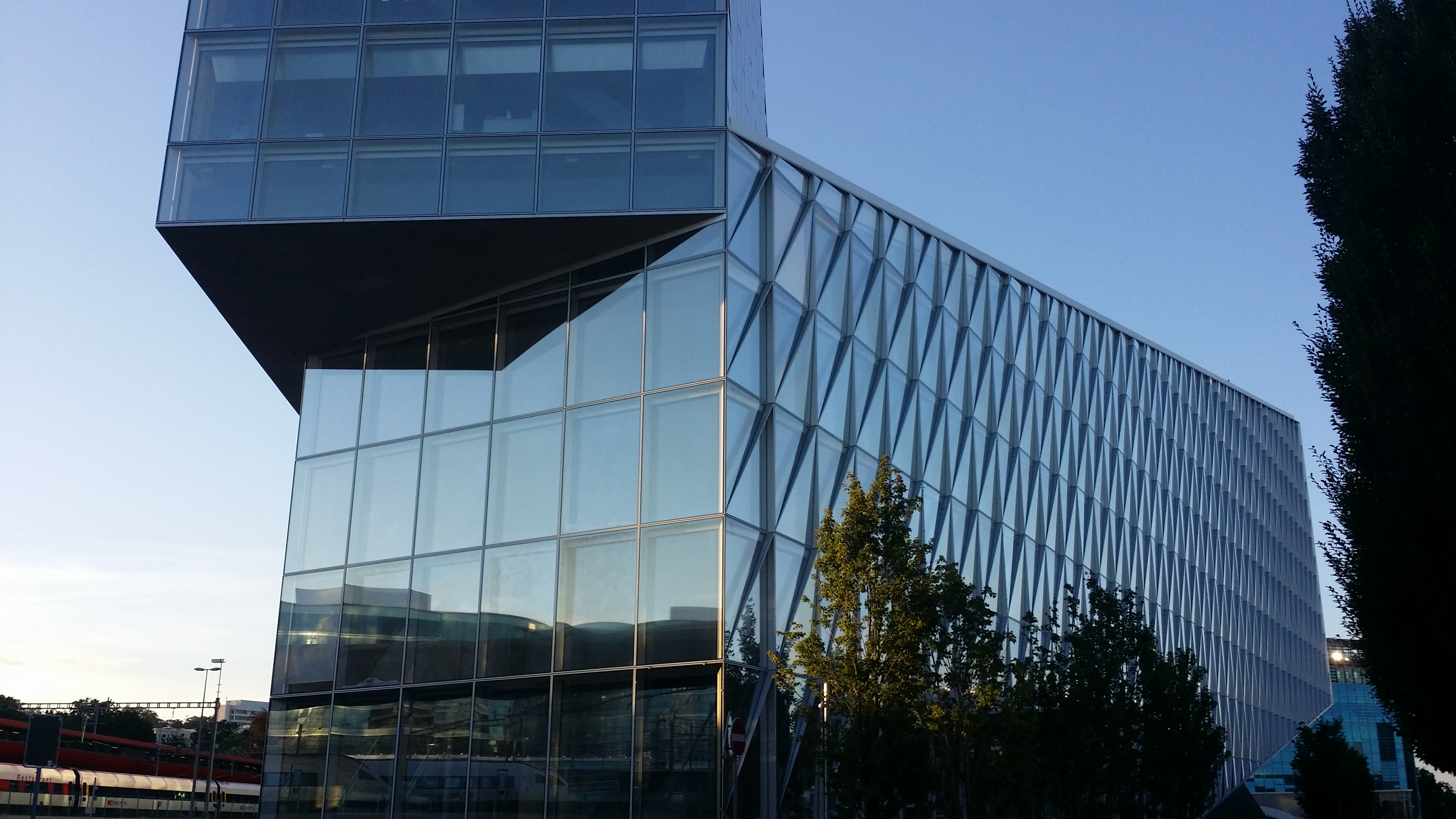
JTI, en 2016

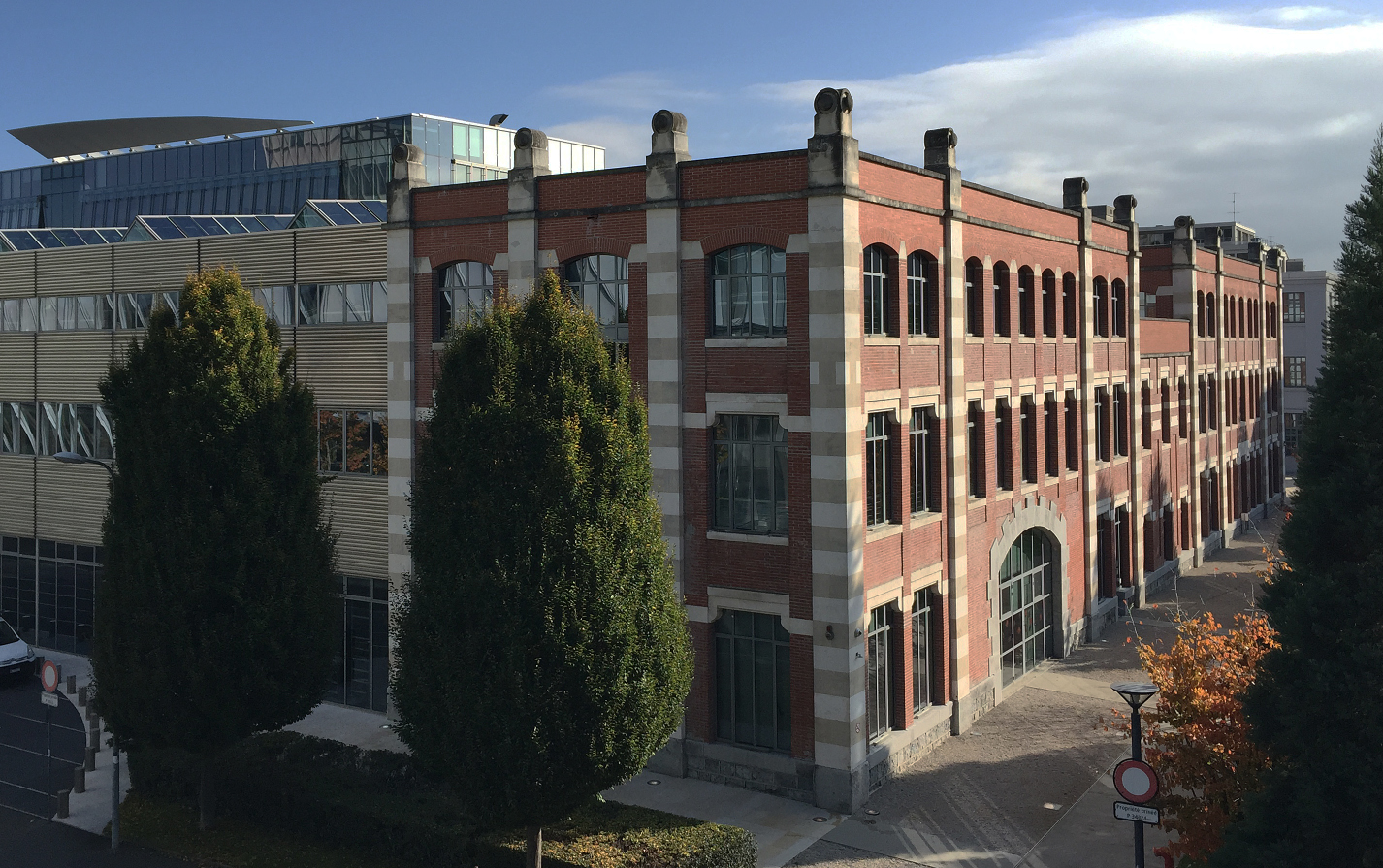
Bâtiment d’exploitation, en 2016
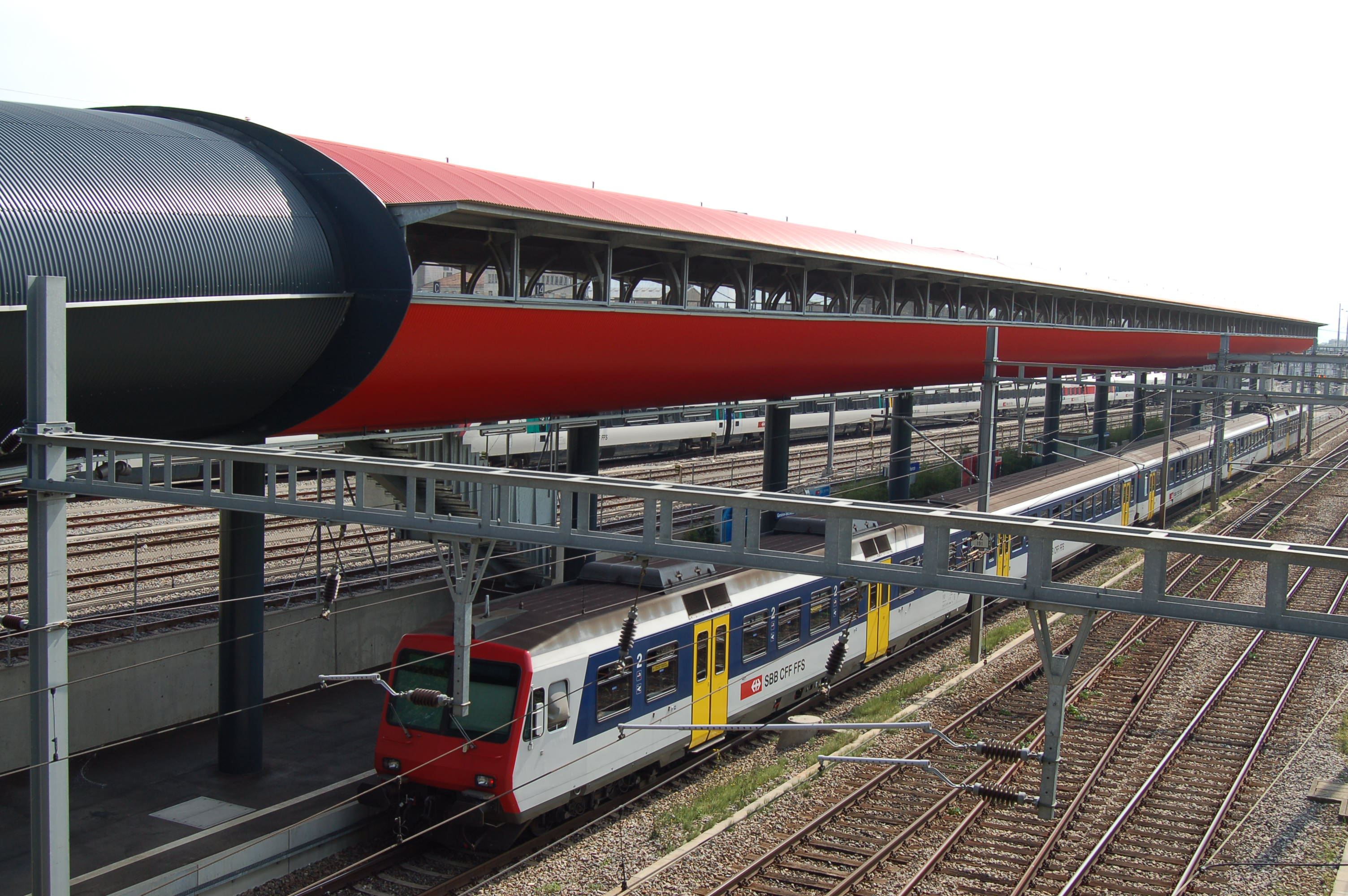
Gare Genève-Sécheron, en 2006
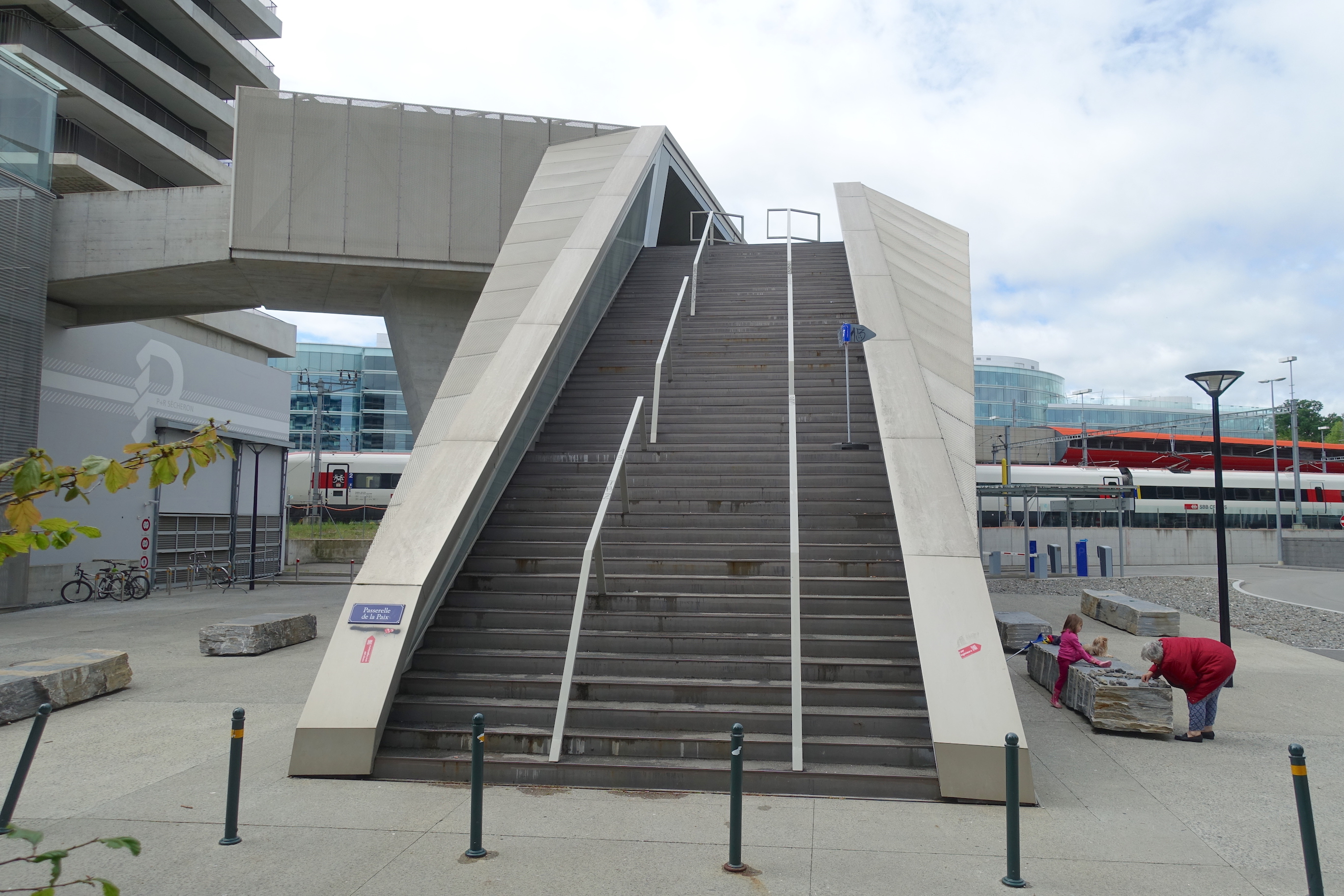
Passerelle de la Paix, en 2020
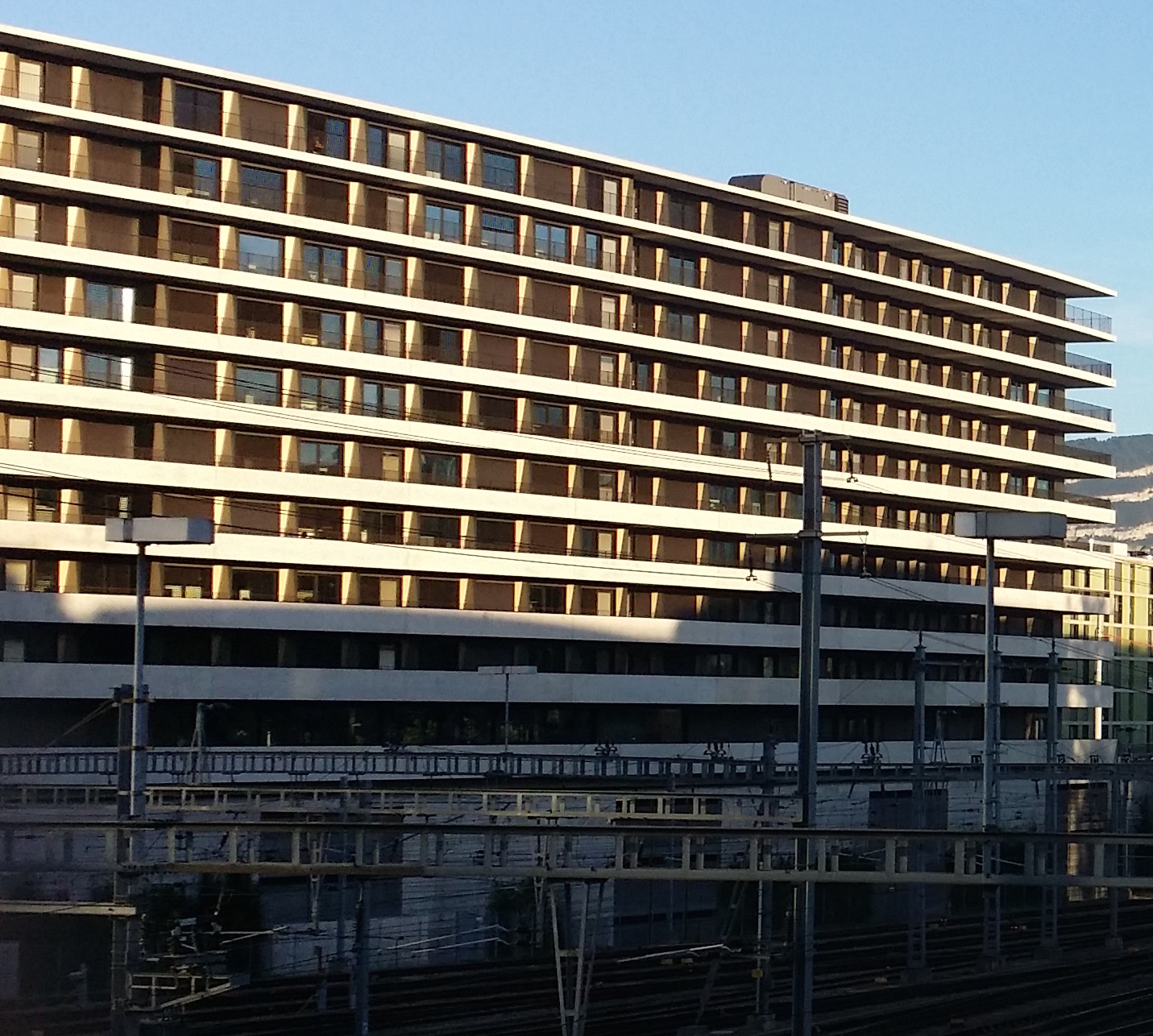
Maison des étudiants, en 2016

Le centre d'entretien de Genève (CEG) des CFF est situé au sud de l'avenue de France.

## Archives
Le « Fonds Sécheron » aux Archives de la Ville de Genève est composé de 9 séries (1865-1996, 54 mètres linéaires) dont :
- Série : Société d'appareillage électrique (SAE) (1881-1888) [0,06 ml]. Fonds : Sécheron; Cote : SAE. Genève : Archives de la Ville de Genève (présentation en ligne).
- Série : Compagnie de l'industrie électrique et mécanique (1886-1966) [4,25 ml]. Fonds : Sécheron; Cote : CIE, CIEM. Genève : Archives de la Ville de Genève (présentation en ligne).
- Série : Société anonyme des ateliers de Sécheron (1918-1996) [41,63 ml]. Fonds : Sécheron; Cote : S. Genève : Archives de la Ville de Genève (présentation en ligne).